# Xã Oliver, Quận Mifflin, Pennsylvania
Xã Oliver (tiếng Anh: Oliver Township) là một xã thuộc quận Mifflin, tiểu bang Pennsylvania, Hoa Kỳ. Năm 2010, dân số của xã này là 2.175 người.